# Station Montzen
Station Montzen is een spoorwegstation langs spoorlijn 24 (Tongeren - Aken), in Montzen, een deelgemeente van de gemeente Plombières. Sinds 1957 is het nog enkel een goederenstation.
Vanuit dit station is er een verbinding langs spoorlijn 39 naar station Welkenraedt.
Vroeger waren er goederenwagons en een treinstel te bezichtigen. Echter, het treinstel is gesloopt einde van 2012.
Vanaf 1997 is er op privé-initiatief een stuk van spoorlijn 38 naar het station Homburg opnieuw aangelegd. Momenteel is de sectie Montzen - Hombourg buiten gebruik, de spoorrails zijn verwijderd.
In dit station gebeurden veel locomotiefwissels bij goederentreinen van en naar Duitsland.
Ten westen van het station gaat de spoorlijn 24 onder het Plateau van Crapoel door via de Tunnel van Remersdaal.
0,0: Tongeren ·
3,6: Vreren-Nerem ·
5,2: Glons-Haut ·
7,1: Boirs ·
9,3: Rukkelingen ·
11,3: Bitsingen ·
12,9: Wonck ·
18,2: Visé-Haut ·
21,0: Berneau ·
22,4: Weerst ·
26,6: Sint-Martens-Voeren ·
31,4: Remersdaal ·
Hindel-Bas ·
37,0: Montzen ·
Botzelaer ·
Aachen West (Templerbend)
0,0: Welkenraedt ·
3,0: Henri Chapelle ·
Birken ·
1,2: Montzen Village ·
2,5: Montzen · /
8,3: Moresnet ·
11,0: Plombières ·
17,1: Gemmenich ·
18,0: Botzelaer